# Romulusz
A Romulusz férfinév a Romulus névből származik, viselője Róma legendás alapítója volt. Valószínűleg etruszk eredetű, jelentése ismeretlen. Női párja a Romola.

## Gyakorisága
Az 1990-es években szórványos név, a 2000-es években nem szerepel a 100 leggyakoribb férfinév között.

## Névnapok
- július 6.[2]
- szeptember 5.[2]
- október 13.[2]

## Híres Romuluszok
- Romulus, Róma városának alapítója és első királya
- Ruszin-Szendi Romulusz tábornok, a Magyar Honvédség parancsnoka